# 319 Leona
A 319 Leona egy kisbolygó a Naprendszerben. Auguste Charlois fedezte fel 1891. október 8-án.